# Donja Toponica (okręg niszawski)
Donja Toponica (cyr. Доња Топоница) – wieś w Serbii, w okręgu niszawskim, w mieście Nisz. W 2011 roku liczyła 324 mieszkańców.